# Lilliput
Lilliput  (лат.) — род аранеоморфных пауков из семейства пауков-скакунов (Salticidae). Эндемики Восточной Африки.

## Описание
Мелкие пауки длиной 1,5—3 мм. Половой диморфизм отсутствует, но самки могут быть несколько темнее. Карапакс желтовато-оранжевый, глазное поле иногда темнее, коричневое. Брюшко овальное, его окраска варьирует от жёлтой до тёмно-серой; ноги от жёлтого до чёрного; пальпы самцов желтоватые. Родовое название дано по имени лилипутов — народа карликов из романа английского писателя Джонатана Свифта «Путешествия Гулливера».

## Распространение
Восточная Африка: северо-восток Танзании (национальный парк Мкомази, Mkomazi Game Reserve)  и Эфиопия.

## Классификация
3 вида. Род относится к трибе Euophryini и более близок к родам Euophrys C.L. Koch, 1834 и Talavera Peckham & Peckham, 1909. В 2008 году энтомологи Koçak и Kemal предложили заменить имя Lilliput на Tanzania, так как первое уже было ранее использовано при описании жуков-златок (Lilliput, Coleoptera,  Buprestidae).
- Lilliput minutus Wesolowska & Russel-Smith, 2000
- Lilliput mkomaziensis Wesolowska & Russel-Smith, 2000 typus
- Lilliput pusillus Wesolowska & Russel-Smith, 2000